# Elizabeth Adkins
Elizabeth Adkins (eller Atkins), född 1696, död 1747 (alternativt 1723), var en engelsk brottsling. Hon var även känd som känd under namnen Moll King, Moll Bird, Mary Godson och Maria Godson och uppnådde en viss berömmelse i Londons undre värld. 
Adkins var verksam som ficktjuv, prostituerad och ockrare. Hon blev vid två tillfällen dömd till deportation för sina brott, men återvände vid båda tillfällena till England. Vid sidan av sin kriminella verksamhet skötte hon Tom King's Coffee House, som tillhörde hennes make Tom King. 
Moll King ska ha varit förebilden för titelfiguren i Daniel Defoes roman Moll Flanders från 1722.